# Fractured
Fractured – drugi album studyjny amerykańskiej grupy muzycznej Capharnaum.

## Lista utworów
1. "Ingrained" – 3:50
2. "Fractured" – 3:52
3. "Perpetuate Catatonia" – 2:54
4. "Machines" – 1:59
5. "Icon of Malice" – 4:19
6. "Reins of Humanity" – 3:30
7. "The Scourge Trial" – 2:27
8. "Refusal" – 6:45

## Twórcy
- Matt Heafy – śpiew
- Jason Suecof – gitara, śpiew
- Daniel Mongrain – gitara
- Mike Poggione – gitara basowa
- Jordan Suecof – perkusja